# Municipio de Golden Belt
El municipio de Golden Belt (en inglés: Golden Belt Township) es un municipio ubicado en el condado de Lincoln en el estado estadounidense de Kansas. Según el censo de 2020, tiene una población de 67 habitantes.
Abarca una zona exclusivamente rural.

## Geografía
Está ubicado en las coordenadas 38°55′21″N 98°18′20″O / 38.92250, -98.30556. Según la Oficina del Censo de los Estados Unidos, tiene una superficie total de 93,65 km², de la cual 93,58 km² corresponden a tierra firme y 0,07 km² es agua.

## Demografía
Según el censo de 2020, había 67 personas residiendo en la zona. La densidad de población es de 0,72 hab./km². El 97 % de los habitantes son blancos y el 3% son de una mezcla de razas. No hay hispanos o latinos viviendo en la región.

## Gobierno
El municipio está gobernado por una junta de tres integrantes: un administrador (trustee), un tesorero y un secretario (clerk).